# República de Nóvgorod
 La República de Nóvgorod  (en rus:  Новгородская республика ; tr.: Novgoródskaia Respublika) fou un extens estat medieval que ocupava territoris de l'actual Rússia, des del mar Bàltic fins als Urals, entre els segles xii i xv. La seva capital era la ciutat epònima de Nóvgorod.

## Orígens

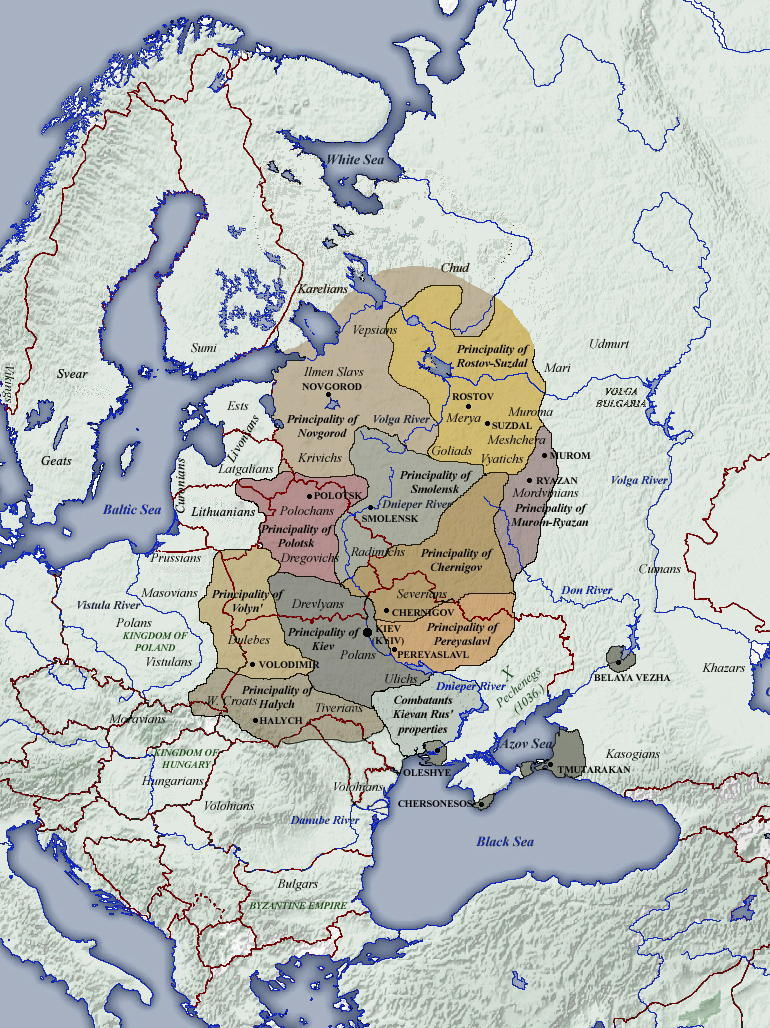
Principats del Rus de Kíev a la mort de Iaroslau I de Kíev en 1054).

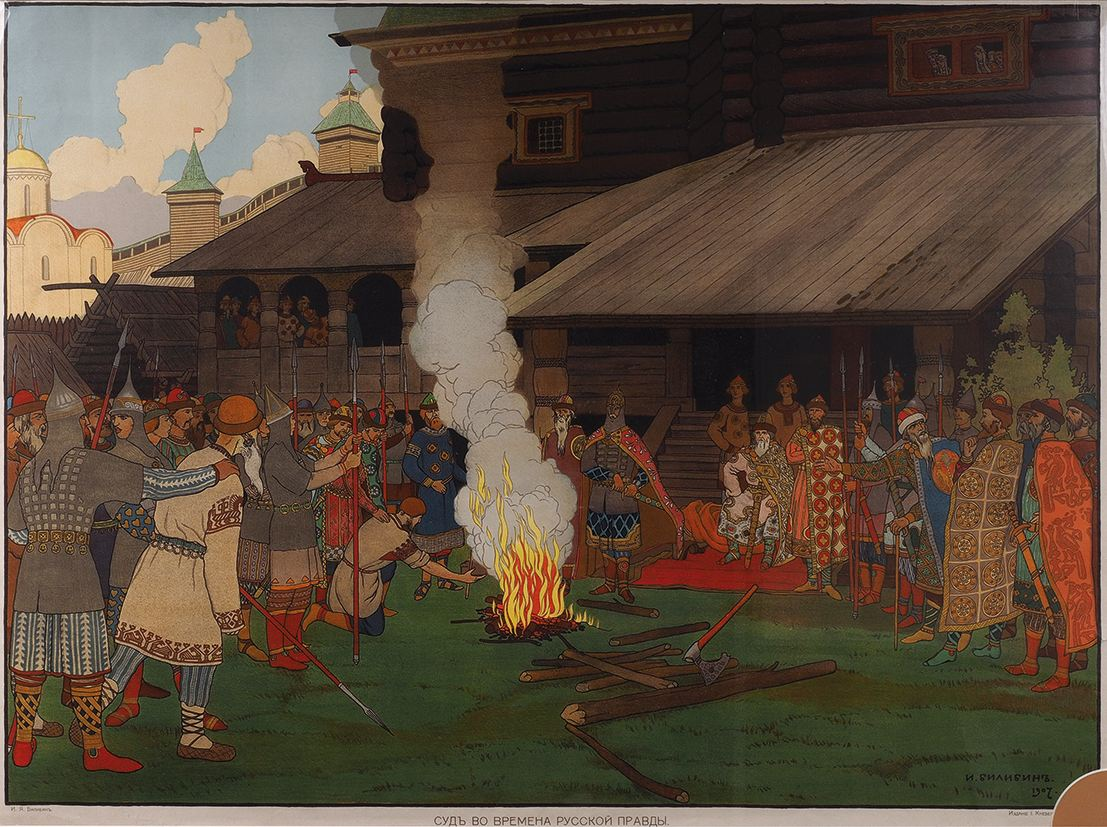
Impartint justícia al Principat de Kíev, per Ivan Bilibin

El Rus de Kíev no va ser capaç de mantenir el seu estatus de potència pròspera i dominant, en part per l'aglutinament de dominis molt dispars regits per un clan. A mesura que els membres d'aquest clan van anar creixent en nombre, es van identificar amb interessos regionals més que amb un patrimoni comú més gran i la federació es va desintegrar en diverses potències regionals rivals.
Les tendències de Nóvgorod a separar-se del Rus de Kíev es van manifestar a la primera meitat del segle xi. Els boiars de Nóvgorod eren els principals promotors de la separació, amb el suport de la població urbana que havia de pagar tribut a Kíev i equipar les tropes per a les seves campanyes militars. En els primers anys del segle xii, Nóvgorod va començar a convidar diferents kniazs per governar la ciutat sense demanar consell o confirmació del Príncep de Kíev. El 1136 els boiars i els principals mercaders van obtenir la independència política en aixecar-se contra Vsèvolod de Pskov, i des de llavors Novgorod podia convidar i acomiadar a voluntat els seus prínceps, que no tenien funcions governatives sinó que eren funcionaris executius electius o designats de la ciutat-estat, però això només va passar la meitat de les vegades, especialment entre 1095 i el 1293, i no de manera constant durant aquest període, i els prínceps més poderosos van afirmar el seu poder de manera independent sobre la ciutat, com va fer Mstislav Mstislàvitx a principis del segle xiii, Alexandre Nevski a les dècades de 1240 i 1250, el seu germà Iaroslau de Tver a les dècades de 1260 i 1270, i altres. Ciutats com Stàraia Russa, Stàraia Làdoga, Torjok i Oréixek es van col·locar sota el domini de Nóvgorod. La ciutat de Pskov era part de la República de Nóvgorod al segle xii tot i que va començar a reclamar la seva independència a mitjan segle xiii.
El 1215, Yaroslav II de Vladímir va acceptar l'oferta dels novgorodians però va ser derrotat per Constantí de Rostov a la batalla del riu Lipitsa reposant Mstislav Mstislàvitx. El 1222, Yaroslav, finalment entronitzat a Nóvgorod, va envair tota Estònia i va devastar Finlàndia i va batejar Carelia. La República lluitava contra l'expansió sueca i contra les ordres catòliques alemanyes (l'Orde dels Espadaxins i l'Orde teutònic) que van completar la subordinació de les tribus bàltiques i abans havien pagat tribut a Novgorod i Polotsk. Des de mitjan segle xii, els suecs van anar envaint les terres que pagaven tributs a Nóvgorod. Nóvgorod va anar a la guerra contra els suecs en sis ocasions i contra els Germans Livonians de l'Espasa, onze. També rivalitzava amb el Principat de Vladímir-Súzdal per l'hegemonia al nord de la Rus.
Mstislav Mstislàvitx i Mstislav III de Kíev van crear una aliança en 1223 i van acudir a l'est per combatre als mongols però van ser rotundament derrotats a la batalla del riu Kalka i el país quedà a mercè dels invasors, però en comptes d'avançar es van replegar inexplicablement i no van reaparèixer fins quinze anys després, durant els quals els prínceps van reprendre les seves lluites intestines de costum, fins que van ser sorpresos de nou per una invasió molt més formidable que l'anterior. L'estiu de 1238, Batu Khan va devastar Crimea i pacificar Mordòvia. L'hivern de 1239, va saquejar Txernihiv i Pereiàslav. Després de molts dies de setge, va prendre Kíev el desembre de 1240. Malgrat la resistència ferotge del príncep Daniel de Galítsia, Batu Khan va conquistar dues de les seves ciutats, Hàlytx i Volodímir abans d'envair Hongria i Polònia. Amb la conquesta del Principat de Vladímir-Súzdal el seu príncep regnant, Iuri II Vsevolodovitx, va morir en la batalla del riu Sit; el seu germà petit, Iaroslau II Vsevolodovitx, va ser nomenat príncep pel khan mongol. La República de Nóvgorod va aconseguir evitar la invasió de l'Horda d'Or i va continuar florint en l'òrbita de la Lliga Hanseàtica, encara que va haver de pagar tribut fins que es van crear principats moscovites que servien de contenció. L'impacte de la invasió mongola als territoris de la Rus de Kíev va ser desigual, i mentre Kíev i Vladímir mai no es van recuperar de la devastació de l'atac inicial, les noves ciutats de Moscou, Tver i Nijni Nóvgorod van començar a competir per l'hegemonia a la Rússia dominada pels mongols.
L'any 1237, el papa Gregori IX instigà de nou les Croades Bàltiques i el 1240 els suecs de Birger Jarl van desembarcar al riu Nevà i van ser atacats a la confluència dels rius Ijora i Nevà el 15 de juliol de 1240 sent derrotats per Alexandre Nevski tot i tenir un exèrcit major, salvant a Rússia d'una invasió major des del nord. Aquesta victòria, juntament amb la desastrosa Invasió mongola de Rússia, proporcionà a Nevski una gran influència política, mentre que deteriorava la seva relació amb els boiars, per la qual cosa hauria d'abandonar Nóvgorod. Els Cavallers de l'Orde Teutònic, aliats amb danesos i suecs, van començar a atacar els territoris de Nóvgorod i foren derrotats a la batalla del Llac Peipus el 1242 impedint l'expansió de l'orde cap a l'est. Mentre viatjava el 1245 a la capital mongola Karakorum a l'Àsia Central, Iaroslau va morir. Quan el 1248 Alexandre i el seu germà gran Andrei II Iaroslauitx també van viatjar a Karakorum per assistir al Gran Khan, Andrei va tornar amb el títol del Gran Principat de Vladimir i el senyoriu nominal de Kíev. Una vegada que Mongke es va convertir en el nou Gran Khan el 1251, tots els prínceps russos es van veure obligats a viatjar a Sarai al Volga, la capital de l'Horda d'Or, per ser afirmat en els seus ducats, però Andrei es va negar a anar-hi. Gràcies a la seva amistat amb Sartak Khan, la posterior Invasió mongola de Rússia de l'Horda d'Or va veure com Andrei s'exiliava a Suècia i Alexandre s'instal·là com a Gran Príncep de Vladímir (és a dir, el governant suprem rus) el 1252. Alexandre fidelment va donar suport al domini mongol dins dels seus dominis.
A la mort d'Alexandre el 1263, els seus germans Iaroslau i Andrei van discutir per determinar qui hauria de ser el següent gran duc i l'arbitratge de l'Horda d'Or va coronar Iaroslau, que es va establir a Novgorod i es va casar amb una filla d'un boiar local. Diverses faccions novgorodianes encara van conspirar contra ell i van intentar col·locar al tron el seu germà Vasili de Kostroma o el fill d'Alexandre, Dmitri de Pereslavl. El 1270, els exèrcits de tres prínceps es van mantenir durant una setmana prop de la ciutat de Staraya Russa, preparats per a la batalla però el metropolità va aconseguir conciliar-los. Iaroslau, en lliurar Novgorod al seu nebot, el va acompanyar a Sarai morint de tornada a Tver el 9 de setembre de 1271 sent succeït a Tver pel seu fill gran Sviatoslav i després per Mikhaïl Iaroslàvitx.
A finals del segle xiii, només tres ciutats, Moscou, Tver i Nijni Novgorod, encara lluitaven pel titular de Gran Príncep. El 12 d'agost del 1323 es va signar el Tractat de Nöteborg entre Suècia i Nóvgorod, regulant les fronteres. Aquest tractat va ser el primer entre la futura Rússia i el regne de Suècia. La independència de la República de Pskov va ser reconeguda pel tractat de Bólotovo el 1348.
Als segles xii-xv, la República de Novgorod es va expandir a l'est i al nord-est. Els novgorodians van explorar les zones al voltant del llac Onega, el riu Dvinà Septentrional, i les costes del mar Blanc. A principis del segle xiv, els novgorodians van explorar l'oceà Àrtic, el mar de Barents, el mar de Kara i el riu Ob de Sibèria Occidental. Les terres del nord de la ciutat, riques en pells, fauna marina i sal entre d'altres, van tenir una gran importància econòmica per als novgorodians, que van lluitar una llarga sèrie de guerres amb Moscou a partir de finals del segle xiv per tal de mantenir aquestes terres. Perdre-les va suposar un declivi econòmic i cultural per a la ciutat i els seus habitants. De fet, el fracàs final dels novgorodians per guanyar aquestes guerres va portar a la caiguda de la República de Novgorod.

## La caiguda de la República
Tver, Moscou, i Lituània (després, la Confederació de Polònia i Lituània) van tractar de subjugar la República des del Plantilla:Guió il·lustrat.
En convertir-se Gran Príncep de Vladímir Mikhaïl Iaroslàvitx (príncep de Tver), va enviar els seus governants a Nóvgorod sense prèvia autorització dels ciutadans. Aquest incident va empènyer Nóvgorod a estrènyer els llaços amb Moscou. Ivan I, Simeó I i altres grans prínceps moscovites van tractar de limitar la independència de Nóvgorod. Així va ser com el 1397 va esclatar un seriós conflicte, en annexar Moscou les terres al llarg del riu Dvinà Septentrional —encara que el 1398 aquest territori va ser retornat a Nóvgorod.
Davant de l'avanç moscovita, la majoria dels boiars propugnaven la unificació amb el Gran Ducat de Lituània. Aquest grup era anomenat el «partit lituà», i era liderat per Marfa Borétskaia, vídua del possàdnik (batlle) Isaac Boretski. A iniciativa d'aquest partit les autoritats de la ciutat van convidar el príncep Mikhaïl Olekóvitx i li van proposar casar-se amb Marfa Borétskaia i governar la República. El govern de Nóvgorod també va realitzar una aliança amb Casimir IV Jagelló, Gran Duc de Lituània violant el tractat de Yazhelbitsy de 1456 signat pel Gran Príncep Basili II de Moscou i la delegació de Novgorod encapçalada per l'arquebisbe Eutimi II després de la derrota novgordiana a la batalla de Staraya Russa i que limitava la capacitat de Novgorod de dirigir els seus propis afers exteriors i donava al Gran Príncep de Moscou més control sobre la ciutat. La perspectiva d'una nova aliança amb el Regne Unit de Polònia i amb el Gran Ducat de Lituània va causar gran commoció entre el poble de la República i les autoritats moscovites van tractar de treure partit de les discòrdies dins de la República i van declarar-hi la guerra sospitant que aquesta aliança era un acte d'apostasia envers l'Església Ortodoxa. L'exèrcit moscovita va aconseguir una victòria decisiva a la batalla del Xelon en 1471, encara que Nóvgorod va poder mantenir una limitada independència formal durant set anys més. El 1477 Ivan III va enviar el seu exèrcit que assetgés Nóvgorod: el lloc va acabar amb una massacre de la població i la destrucció de la vetxe (assemblea popular), inclosa la biblioteca i els seus fitxers. Aquest fet es considera l'acte final de la República de Nóvgorod.

## Imatges

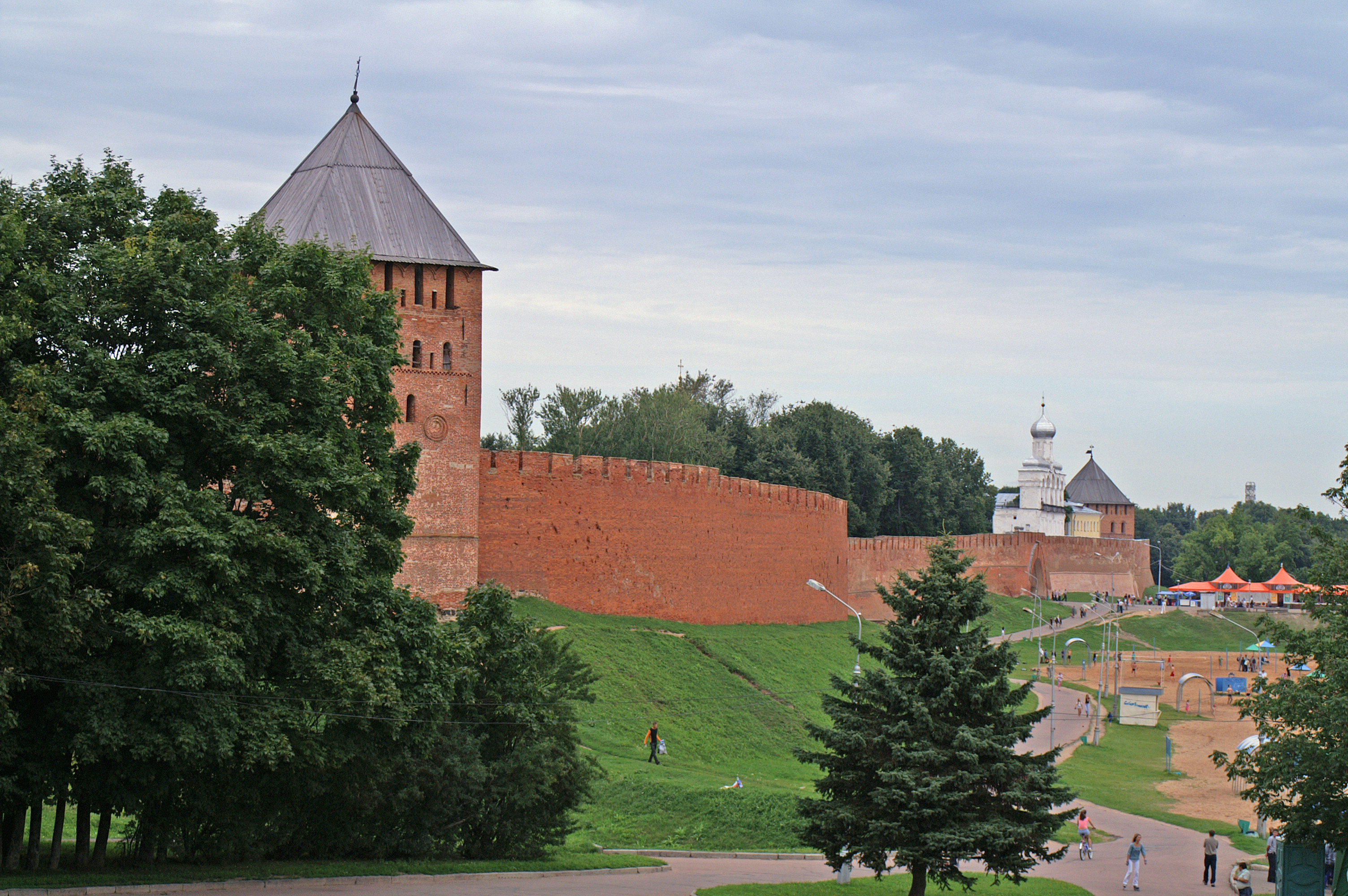
Kremlin de Nóvgorod
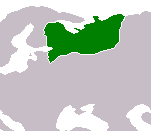
Mapa de la República de Nóvgorod
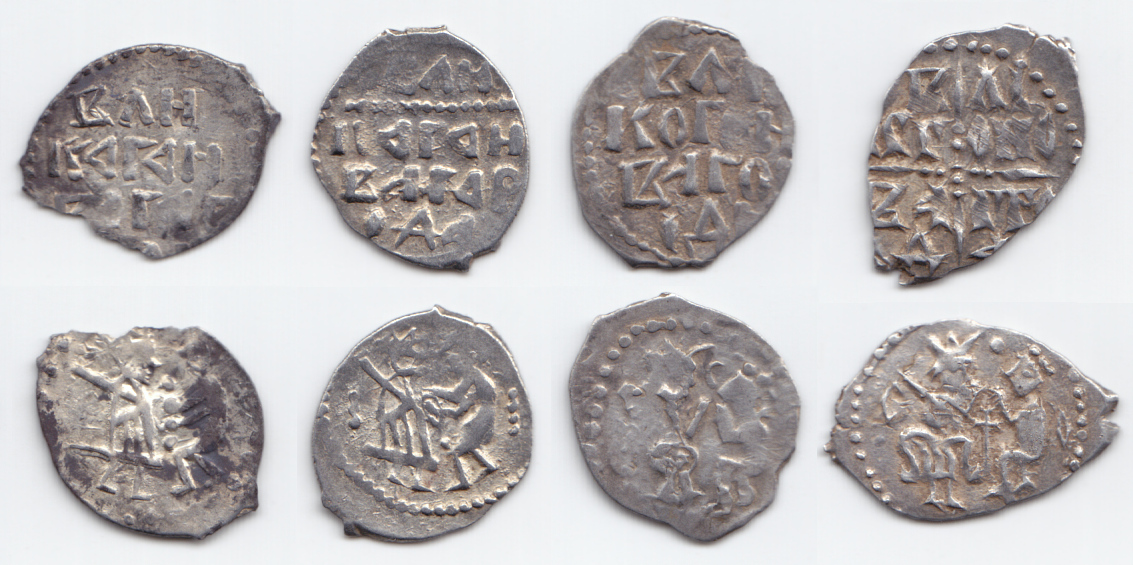
Monedes de la República de Novgorod 1420-1478.